# MRE
MRE（エムアールイー）は、アメリカ軍が採用している個包装されたレーション。MREはMeal, Ready-to-Eatの略。1980年代頃からMCIレーション（Cレーション）に取って替わった。

## 歴史

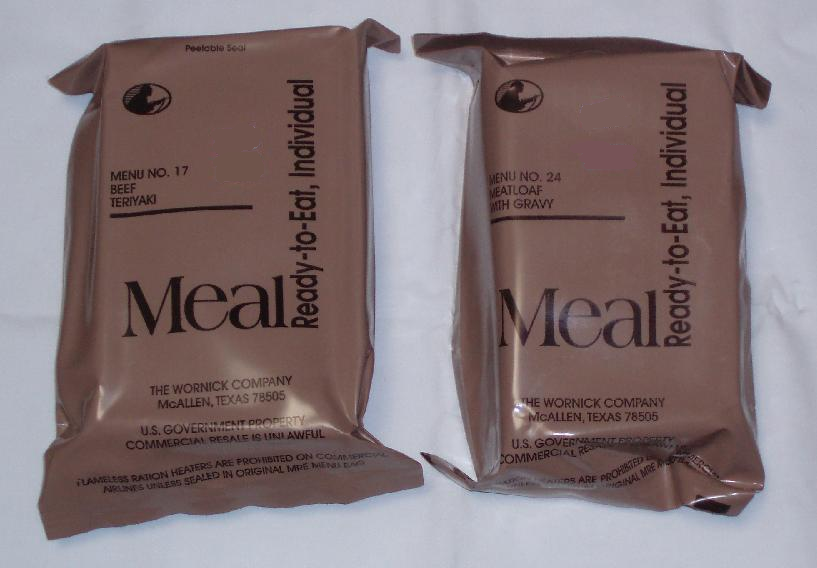
MREの外観

Cレーションが缶詰中心で重量や空き缶の処理の問題があったのに対し、MREはフリーズドライ食品（後にフリーズドライではない、煮込み等の食品）と簡易包装を利用することで、大幅な軽量化・合理化を目的として開発が始められた。
アメリカ国防省は、1975年にMREをレーションとして正式採用することを決定し、開発を進めることとなった。1978年から製造テストが始まり、1981年から製造が始まった。1981年に製造されたMRE Iが初めて製造日を刻印されたものである。
1983年に34日間かけて、第25歩兵師団でMREの有効性を確認するフィールドテストが行われた。兵士たちは3食全てをMREのみで過ごした（通常は2週間以上食べ続けるのは控えるべきとされる）。テストの結果、レーションとしては総合的に可という評価が下された一方で、食味に問題がありカロリー換算で40%が食べ残されてしまっていた。後に改良が加えられ、1986年にも同じ師団で調査が行われた際には評価の向上と残飯の減少が見られた。
調査やフィードバックを反映し、1988年に製造が行われたMRE XVIIIからは様々な変更がなされた。12食中9食の主食が変更され、主食の量が5オンス（約142グラム）から8オンス（約227グラム）に増やされた。市販品のチョコレートバー、あるいはキャンディーバーが4つのメニューに追加され、タバスコソースも4つのメニューに足された。12のメニュー全てにインスタントジュースの粉が増やされた。
湾岸戦争の初期のフィードバックに基づきMRE Xからさらに多くの変更がなされた。乾燥コーヒー粉末が市販品のフリーズドライコーヒーに交換され、タバスコソースが全てのメニューに追加された。ドライフルーツは半生の加工品と交換され、市販品のキャンディーバーがさらに4つのメニューに追加された。
湾岸戦争の際にMREは、想定された10日間を超えて長期間使用された。多くの部隊では60日以上もMREのみで過ごしたのである。この時のフィードバックを反映して、MREに3つの大きな変更がなされた。保存性を高めたパンが開発され、クラッカーに加えて添付されることになった。砂漠の高い気温でも溶けないように加工されたチョコレートバーが採用された。また、FRHという化学薬品の反応を利用したヒーターが添付され、お湯を沸かせなくても温かい食事が取れるようになった。ヒーターはビニール類の袋に収められている薄型で使い捨てのものであり、袋にレトルトとヒーターを共に入れて少量の水を注ぐと、蒸気が出るほど発熱してレトルトが温まる。
その後数年間にわたって様々な変更がなされた。陸・海・空軍共同の調査委員会が、マンネリ化を防ぐため少なくとも毎年2つのメニューを変更することを提案した。またいくつかの副食が変更され、デザートやコーヒー、紅茶にも変更が加えられた。
1994年の第1四半期には3つの大きな変更点がフィールドテストされた。1つ目は無味乾燥な包装を市販品に似た包装に変えることである。すでにいくつかの調査で新しい包装のほうが消費意欲と評価を向上させることが発見されていた。2つ目はMREの包装をより簡単に開封できるようにできるようにしたことである。3つ目は、以前より長く作られた、生分解性プラスチック製（澱粉由来の）スプーンである。MRE XVIIからこれらの変更は施行された。
1994年の後半からメニューの数を12種類から段階的に18種類、24種類と増やしていく改善案が研究され始めた。メニューの種類を増やすことで、単調になりがちなMRE中心の食事をより長い期間、使用できるようにするのが目的である。1996年からメニューの数は16種類に増やされた。1997年から20種類に増やされた。1998年から24種類に増やされ、2005年現在も同じ数のメニューが用意されている。
1993年製造のMRE XIIIが配布されて以来、70個の改善処置が取られた。最も評価が低かった14個の品目は変更され、メニューは12種類から24種類に増やされた。24種類の中に2010年から2016年まで4種類の菜食主義者用のメニューがあったが、2017年以降はメニューから全て消滅している。
2000年代にはピーナッツとチーズのピザのMREが開発されており2018年にはリリースされる予定であったが、100 °F (37.8 °C)の箱に6ヶ月入れ続ける試験において、安全に問題はないものの、茶色くなりすぎてしまったため 2019年に延期されている。Armytimesでは来年末までにはほとんどの兵士が利用できるようになるだろうとしている。同報道によればペッパーピーナのピザが含まれるが、トッピングのバリエーションについては、新製品についての軍のフィードバックを聞いた後、将来的に導入される可能性があるとしている。

## メニュー

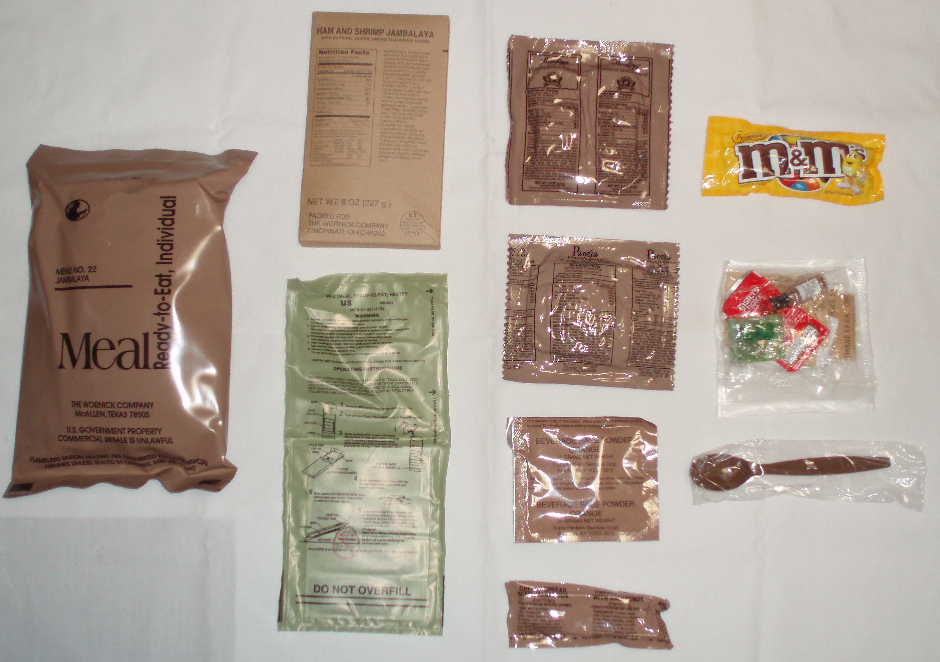
パッケージから取り出したところ

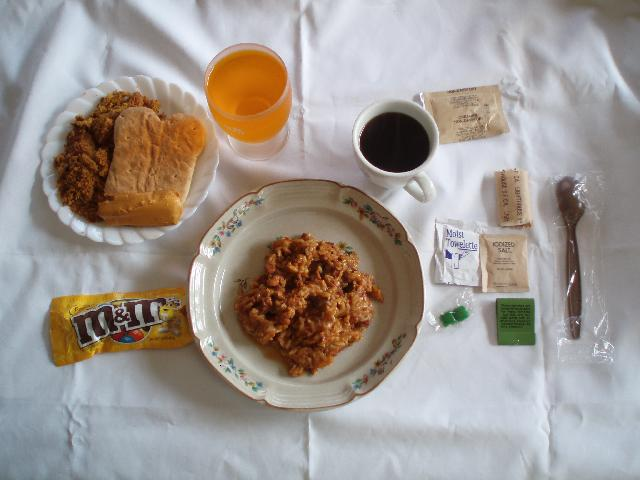
Menu.22 ジャンバラヤの中身。実際にはメスキットの蓋兼用皿の上に広げる。ドリンクを溶くための水とカップも当然必要になる

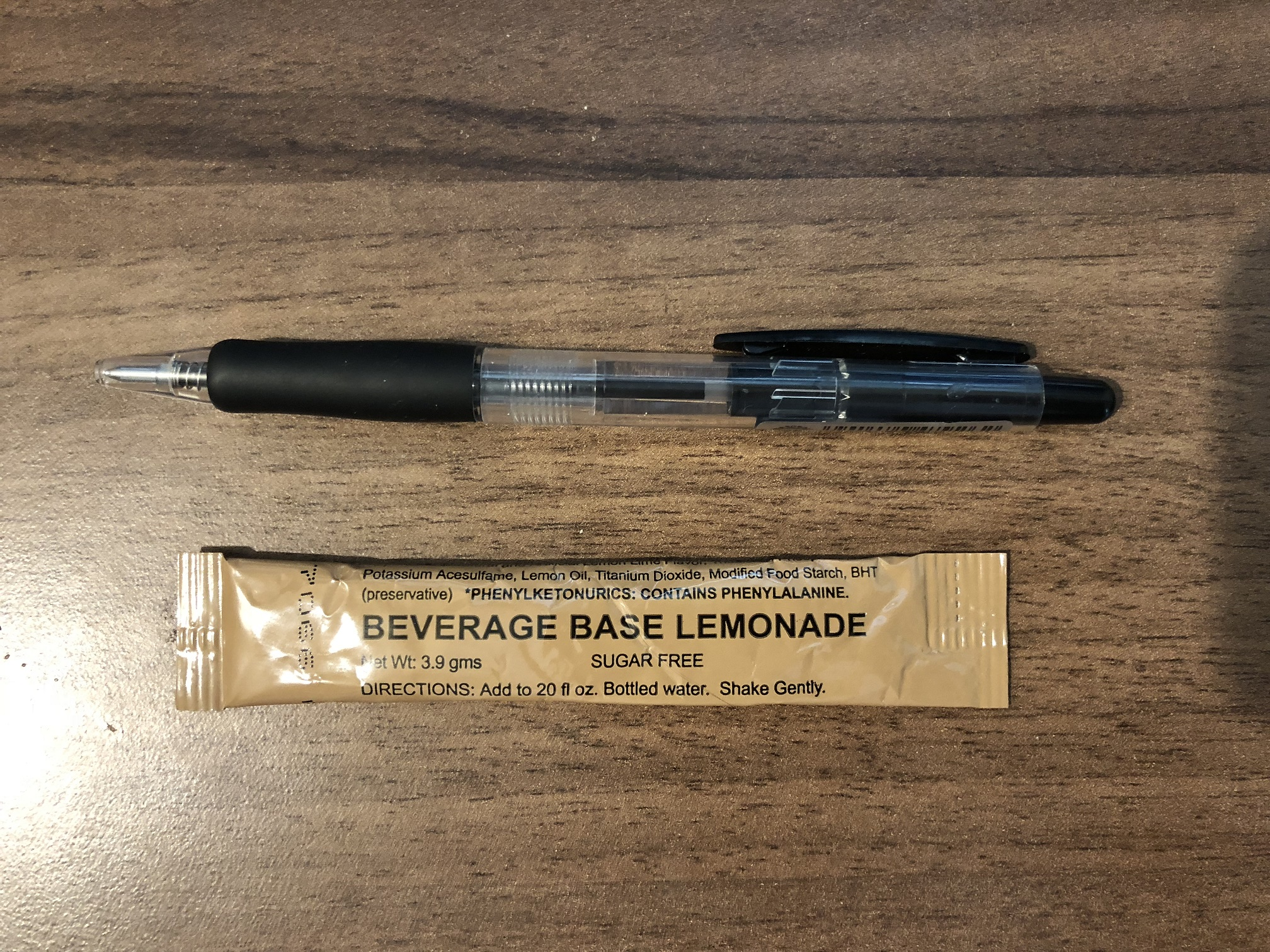
2016年以降、アスパルテームを用いたビバレッジパウダーに順次変更が行われている。写真のようなスティックタイプ（4g）で20オンスの水に溶かす。

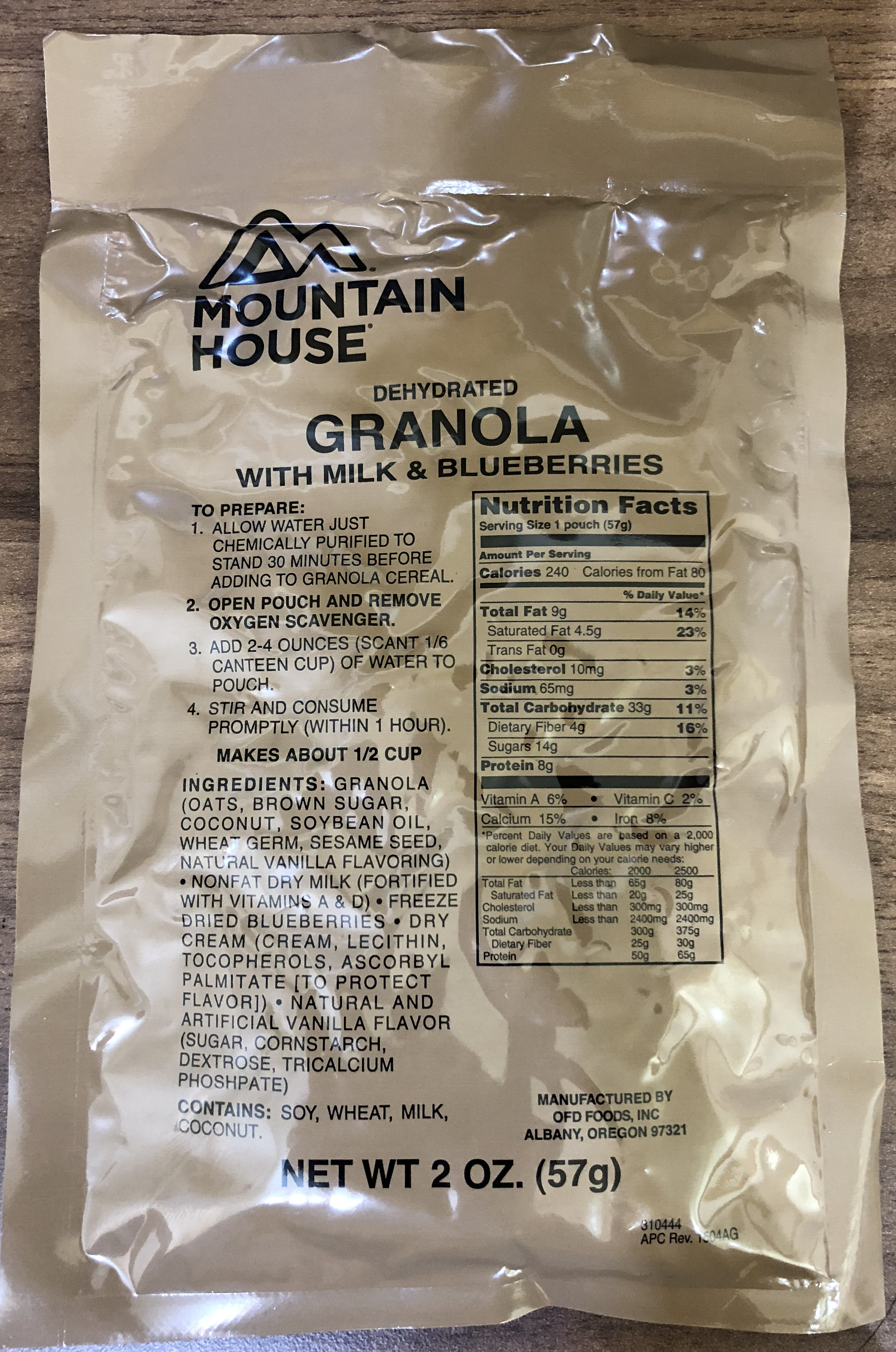
2017年のアップデートで粉末ミルク入りのグラノーラが追加されている。水を加える事で食べられるようになっている。

2018年現在、24種類のメニューがある(2010年にあった4種類の菜食主義者用のメニューは2016年を境に消えている）。
2011年からの変更点として、主食パッケージの簡素化、湯沸かし兼計量用のパックの追加がある。
2013年からの変更点にトルティーヤ、デザートの多様化（チョコレートプディングなど）、タバスコソースのパック化、ビーフジャーキー、フルーツソース（アップル、ピーチ、マンゴー）添付。
2016年からの変更点として、ビバレッジパウダーの小型化、ハラペーニョ味のカシューナッツ、チーズスプレッドの復活、バーベキューソース・ケチャップ・マスタード添付、ビーフジャーキーの小型化がある。パンを2枚で挟んでハンバーガーのようにして食べるメニューもある。
2017年の変更点として、粉末ミルク入りグラノーラがある。
12個で1セットになっており、Case-A（Menu.01～12）とCase-B（Menu.13～24）の構成である。個々のメニューは約1200キロカロリーを提供するようになっている。Case-Bのメニューは変更が激しく、新メニューの割合が高くなっている。
メニューは次の通りである。
- 主食（主に煮込み料理）
- クラッカー、パン、トルティーヤ、グラノーラの中から1～2品
- ピーナッツバター、ジャム、チーズスプレッド、の中から1品
- ケーキ、チョコレートプディング、キャンデー、ヌガー、ビーフジャーキー、ナッツの中から1～2品
- 飲み物（粉末ジュース、粉末ココアなど）
- ケチャップ、マスタード、バーベキューソース（メニューによって付属する場合がある）
- フルーツソース
- アクセサリーパック
  - ミントガム
  - 塩、砂糖、タバスコ（メニューによっては砂糖やタバスコが付属しない）
  - インスタントコーヒーか粉末ジュース（メニューによっては2種類のジュースが付く）
  - ナプキン、お手拭
  - 耐水性マッチ（付属しない場合もある）
- プラスチック製のスプーン
- FRH(フレームレス・レーション・ヒーター、無煙加熱用のヒーター)
- 計量用のプラスチック袋

### 年代ごとのメニュー
MREを軍人の口に合うようにし、かつ常に変化し続ける味覚の流行にマッチさせていく取り組みとして、軍はMREのメニューと食材を調整するためのフィードバックを絶えず求めている。
以下のリストでは、MREのメインディッシュのみを記している。 ベジタリアンメニューは初登場時のみ表記する。
| 1981年から1997年のメニュー | 1981年から1997年のメニュー                                                | 1981年から1997年のメニュー        | 1981年から1997年のメニュー        | 1981年から1997年のメニュー        | 1981年から1997年のメニュー     | 1981年から1997年のメニュー             |
| #                          | MRE I - MRE VII (1981-87)                                                 | MRE VIII - XII (1988-92)          | MRE XIII - XIV (1993-94)          | MRE XV (1995)                     | MRE XVI (1996)                 | MRE XVII (1997)                        |
| -------------------------- | ------------------------------------------------------------------------- | --------------------------------- | --------------------------------- | --------------------------------- | ------------------------------ | -------------------------------------- |
| 1                          | ポーク・パティ                                                            | ポーク w/ ライス・イン・BBQソース | ポーク w/ ライス・イン・BBQソース | ポーク w/ ライス・イン・BBQソース | ビーフステーキ                 | ビーフステーキ                         |
| 2                          | ハム＆チキン・ローフ                                                      | コーンド・ビーフ・ハッシュ        | コーンド・ビーフ・ハッシュ        | チリ w/ マカロニ                  | ツナ w/ ヌードル               | ボンレス・ポーク・チョップ w/ ヌードル |
| 3                          | ビーフ・パティ                                                            | チキン・シチュー                  | チキン・シチュー                  | チキン・シチュー                  | チキン・シチュー               | チキン・シチュー                       |
| 4                          | ビーフ・スライス・イン・BBQソース                                         | オムレツ・ウィズ・ハム            | オムレツ・ウィズ・ハム            | グリルドチキン                    | ハムスライス                   | ハムスライス                           |
| 5                          | ビーフ・シチュー                                                          | スパゲッティ w/ ミートソース      | スパゲッティ w/ ミートソース      | スパゲッティ w/ ミートソース      | スパゲッティ w/ ミートソース   | チキン w/ ヌードル                     |
| 6                          | フランクフルト w/ ビーンズ （別名"フォー・フィンガー・オブ・デス"）       | チキン・ア・ラ・キング            | スモーキー・フランク              | スモーキー・フランク              | スモーキー・フランク           | スモーキー・フランク                   |
| 7                          | ターキー・ダイスド w/ グレイビー （別名"ワイルド・ターキー・サプライズ"） | ビーフシチュー                    | ビーフシチュー                    | ビーフシチュー                    | ビーフシチュー                 | ポーク・チャーメン                     |
| 8                          | ビーフ・ダイスド w/ グレイビー                                            | ハムスライス                      | ハムスライス                      | ハムスライス                      | チキン w/ ライス               | チキン w/ ライス                       |
| 9                          | チキン・ア・ラ・キング                                                    | ミートボール w/ トマトソース      | ポーク・チャーメン                | ポーク・チャーメン                | ポーク・チャーメン             | ビーフシチュー                         |
| 10                         | ミートボール＆BBQソース                                                   | ツナ w/ ヌードル                  | ツナ w/ ヌードル                  | ツナ w/ ヌードル                  | チリ w/ マカロニ               | チリ w/ マカロニ                       |
| 11                         | ハムスライス                                                              | チキン w/ ライス                  | チキン w/ ライス                  | チキン w/ ライス                  | パスタ w/ ベシタブル           |                                        |
| 12                         | ビーフ・グラウンド w/ スパイスド・ハム                                    | エスカロップド・ポテト w/ ハム    | エスカロップド・ポテト w/ ハム    | エスカロップド・ポテト w/ ハム    | チーズ・トルテリーニ           | チーズ・トルテリーニ                   |
| 13                         | チキン・ローフ                                                            |                                   |                                   |                                   | ポーク w/ ライス               | ポーク w/ ライス                       |
| 14                         |                                                                           |                                   |                                   |                                   | チキン・パルメザン             | チキン・パルメザン                     |
| 15                         |                                                                           |                                   |                                   |                                   | グリルドチキン                 | グリルドチキン                         |
| 16                         |                                                                           |                                   |                                   |                                   | エスカロップド・ポテト w/ ハム | ツナ w/ ヌードル                       |
| 17                         |                                                                           |                                   |                                   |                                   |                                | ビーフ・ラビオリ                       |
| 18                         |                                                                           |                                   |                                   |                                   |                                | ターキーブレスト w/ グレイビー＆ポテト |
| 19                         |                                                                           |                                   |                                   |                                   |                                | ビーフ w/ マッシュルーム               |
| 20                         |                                                                           |                                   |                                   |                                   |                                | スパゲッティ w/ ミートソース           |

| 1998年から2003年のメニュー | 1998年から2003年のメニュー             | 1998年から2003年のメニュー                     | 1998年から2003年のメニュー                     | 1998年から2003年のメニュー                     | 1998年から2003年のメニュー                     | 1998年から2003年のメニュー               |
| #                          | MRE XVIII (1998)                       | MRE XIX (1999)                                 | MRE XX (2000)                                  | MRE XXI (2001)                                 | MRE XXII (2002)                                | MRE XXIII (2003)                         |
| -------------------------- | -------------------------------------- | ---------------------------------------------- | ---------------------------------------------- | ---------------------------------------------- | ---------------------------------------------- | ---------------------------------------- |
| 1                          | ビーフステーキ                         | ビーフステーキ                                 | グリルド・ビーフステーキ                       | グリルド・ビーフステーキ                       | ビーフステーキ w/ マッシュルーム               | ビーフステーキ w/ マッシュルーム         |
| 2                          | ボンレス・ポーク・チョップ w/ ヌードル | ボンレス・ポーク・ジャマイカン                 | ボンレス・ポーク・チョップ                     | ボンレス・ポーク・チョップ                     | ジャマイカン・ポーク・チョップ w/ ヌードル     | ポーク・リブ                             |
| 3                          | チキンシチュー                         | ビーフ・テリヤキ                               | ビーフ・テリヤキ                               | ビーフ・テリヤキ                               | ビーフ・ラビオリ                               | ビーフ・ラビオリ                         |
| 4                          | ハムスライス                           | ハムスライス                                   | カントリー・キャプテン・チキン （別名"KKK"）   | カントリー・キャプテン・チキン                 | カントリー・キャプテン・チキン                 | カントリー・キャプテン・チキン           |
| 5                          | チキン w/ ヌードル                     | グリルドチキン・ブレスト                       | グリルドチキン・ブレスト                       | グリルドチキン・ブレスト                       | グリルドチキン・ブレスト                       | チキン・ブレスト                         |
| 6                          | グリルドチキン                         | チキン w/ ヌードル                             | チキン w/ ヌードル                             | チキン w/ タイソース                           | チキン w/ タイソース                           | チキン w/ タイソース                     |
| 7                          | ポーク・チャーメン                     | チキン w/ サルサ                               | チキン w/ サルサ                               | チキン w/ サルサ                               | チキン w/ サルサ                               | チキン w/ サルサ                         |
| 8                          | チキン w/ ライス                       | チキン w/ ライス                               | チキン・アンド・ライス                         | チキン・アンド・ライス                         | ビーフ・パティ                                 | ビーフ・パティ                           |
| 9                          | ビーフシチュー                         | ビーフシチュー                                 | ビーフシチュー                                 | ビーフシチュー                                 | ビーフシチュー                                 | ビーフシチュー                           |
| 10                         | チリ w/ マカロニ                       | チリ w/ マカロニ                               | チリ・アンド・マカロニ                         | チリ・アンド・マカロニ                         | チリ・アンド・マカロニ                         | チリ・アンド・マカロニ                   |
| 11                         | パスタ w/ ベジタブル                   | パスタ w/ ベジタブル・イン・トマトソース       | パスタ w/ ベジタブル・イン・トマトソース       | パスタ w/ ベジタブル・イン・トマトソース       | パスタ w/ ベジタブル・イン・トマトソース       | パスタ w/ ベジタブル・イン・トマトソース |
| 12                         | チーズ・トルテリーニ                   | ライス＆ビーン・ブリトー                       | ライス＆ビーン・ブリトー                       | ライス＆ビーン・ブリトー                       | ライス＆ビーン・ブリトー                       | ブラックビーン＆ライス・ブリトー         |
| 13                         | タイ・チキン                           | チーズ・トルテリーニ                           | チーズ・トルテリーニ                           | チーズ・トルテリーニ                           | チーズ・トルテリーニ                           | チーズ・トルテリーニ                     |
| 14                         | チキン w/ カヴァテッリ                 | パスタ w/ ベジタブル・イン・アルフレド・ソース | パスタ w/ ベジタブル・イン・アルフレド・ソース | パスタ w/ ベジタブル・イン・アルフレド・ソース | パスタ w/ ベジタブル・イン・アルフレド・ソース | マニコッティ w/ ベシタブル               |
| 15                         | ビーフ・フランク                       | ビーフ・フランク                               | ビーフ・フランクフルト                         | ビーフ・エンチラーダ                           | ビーフ・エンチラーダ                           | ビーフ・エンチラーダ                     |
| 16                         | ビーン＆ライス・ブリトー               | チキン w/ タイソース                           | タイ・チキン                                   | チキン w/ ヌードル                             | チキン w/ ヌードル                             | チキン w/ ヌードル                       |
| 17                         | ビーフ・ラビオリ                       | ビーフ・ラビオリ                               | ビーフ・ラビオリ                               | ビーフ・テリヤキ                               | ビーフ・テリヤキ                               | ビーフ・テリヤキ                         |
| 18                         | ターキーブレスト w/ グレイビー＆ポテト | ターキーブレスト w/ グレイビー＆ポテト         | ターキーブレスト w/ グレイビー＆ポテト         | ターキーブレスト w/ グレイビー＆ポテト         | ターキーブレスト w/ グレイビー＆ポテト         | ターキーブレスト w/ グレイビー＆ポテト   |
| 19                         | ビーフ w/ マッシュルーム               | ビーフ w/ マッシュルーム                       | ビーフ w/ マッシュルーム                       | ビーフ w/ マッシュルーム                       | ビーフ w/ マッシュルーム                       | ローストビーフ                           |
| 20                         | スパゲッティ w/ ミートソース           | スパゲッティ w/ ミートソース                   | スパゲッティ w/ ミートソース                   | スパゲッティ w/ ミートソース                   | スパゲッティ w/ ミートソース                   | スパゲッティ w/ ミートソース             |
| 21                         | ビーフ・テリヤキ                       | チキンシチュー                                 | チキン・テトラジーニ                           | チキン・テトラジーニ                           | チキン・テトラジーニ                           | チキン・テトラジーニ                     |
| 22                         | チキン w/ サルサ                       | ポーク・チャーメン                             | ポーク・チャーメン                             | ジャンバラヤ                                   | ジャンバラヤ                                   | ジャンバラヤ                             |
| 23                         | ミートローフ w/ グレイビー             | チキン w/ カヴァテッリ                         | チキン w/ カヴァテッリ                         | チキン w/ カヴァテッリ                         | チキン w/ カヴァテッリ                         | チキン w/ カヴァテッリ                   |
| 24                         | パスタ w/ アルフレド・ソース           | ミートローフ w/ グレイビー                     | ミートローフ w/ グレイビー                     | ミートローフ w/ グレイビー                     | ミートローフ w/ グレイビー                     | ミートローフ w/ グレイビー               |

| 2004年から2009年のメニュー | 2004年から2009年のメニュー               | 2004年から2009年のメニュー               | 2004年から2009年のメニュー             | 2004年から2009年のメニュー                             | 2004年から2009年のメニュー                             | 2004年から2009年のメニュー                             |
| #                          | MRE XXIV (2004)                          | MRE XXV (2005)                           | MRE XXVI (2006)                        | MRE XXVII (2007)                                       | MRE XXVIII (2008)                                      | MRE XXIX (2009)                                        |
| -------------------------- | ---------------------------------------- | ---------------------------------------- | -------------------------------------- | ------------------------------------------------------ | ------------------------------------------------------ | ------------------------------------------------------ |
| 1                          | ビーフステーキ                           | ビーフステーキ                           | チリ w/ ビーンズ                       | チリ w/ ビーンズ                                       | チリ w/ ビーンズ                                       | チリ w/ ビーンズ                                       |
| 2                          | ポーク・リブ                             | ポーク・リブ                             | ポーク・リブ                           | ポーク・リブ                                           | ポーク・リブ                                           | ポーク・リブ                                           |
| 3                          | ビーフ・ラビオリ                         | ビーフ・ラビオリ                         | ビーフ・ラビオリ                       | ビーフ・ラビオリ                                       | ビーフ・ラビオリ                                       | ビーフ・ラビオリ                                       |
| 4                          | カントリー・キャプテン・チキン           | チーズ＆ベジタブル・オムレツ             | チーズ＆ベジタブル・オムレツ           | チーズ＆ベジタブル・オムレツ                           | チーズ＆ベジタブル・オムレツ                           | メープル・ソーセージ                                   |
| 5                          | グリルド・チキン・ブレスト               | チキン・ブレスト                         | チキン・ブレスト                       | チキン・ブレスト                                       | チキン・ブレスト                                       | チキン・ブレスト                                       |
| 6                          | チキン w/ タイソース                     | チキン・ファヒータ                       | チキン・ファヒータ                     | チキン・ファヒータ                                     | チキン w/ ヌードル                                     | チキン w/ ヌードル                                     |
| 7                          | チキン w/ サルサ                         | チキン w/ サルサ                         | チキン w/ サルサ                       | チキン w/ サルサ                                       | ミートローフ w/ グレイビー                             | ビーフ・ブリスケ                                       |
| 8                          | ビーフ・パティ                           | ビーフ・パティ                           | ビーフ・パティ                         | ビーフ・パティ                                         | ビーフ・パティ                                         | ビーフ・パティ                                         |
| 9                          | ビーフシチュー                           | ビーフシチュー                           | ビーフシチュー                         | ビーフシチュー                                         | ビーフシチュー                                         | ビーフシチュー                                         |
| 10                         | チリ＆マカロニ                           | チリ＆マカロニ                           | ツナ                                   | ツナ・イン・ポーチ                                     | チリ＆マカロニ                                         | チリ＆マカロニ                                         |
| 11                         | パスタ w/ ベジタブル・イン・トマトソース | パスタ w/ ベジタブル・イン・トマトソース | スパイシー・ペンネ・パスタ             | ベジタブル・マニコッティ                               | ベジタブル・ラザニア                                   | ベジタブル・ラザニア                                   |
| 12                         | ベジー・バーガー w/ BBQソース            | ベジー・バーガー w/ BBQソース            | ベジー・バーガー w/ BBQソース          | ベジー・バーガー w/ BBQソース                          | ベジー・バーガー w/ BBQソース                          | ベジー・バーガー w/ BBQソース                          |
| 13                         | チーズ・トルテリーニ                     | チーズ・トルテリーニ                     | チーズ・トルテリーニ                   | チーズ・トルテリーニ                                   | チーズ・トルテリーニ                                   | チーズ・トルテリーニ                                   |
| 14                         | マニコッティ w/ ベジタブル               | マニコッティ w/ ベジタブル               | マニコッティ w/ ベジタブル             | スパイシー・ペンネ・パスタ w/ ベジタリアン・ソーセージ | スパイシー・ペンネ・パスタ w/ ベジタリアン・ソーセージ | スパイシー・ペンネ・パスタ w/ ベジタリアン・ソーセージ |
| 15                         | ビーフ・エンチラーダ                     | ビーフ・エンチラーダ                     | ビーフ・エンチラーダ                   | ビーフ・エンチラーダ                                   | ビーフ・エンチラーダ                                   | ビーフ・エンチラーダ                                   |
| 16                         | チキン w/ ヌードル                       | チキン w/ ヌードル                       | チキン w/ ヌードル                     | チキン・ファヒータ                                     | チキン・ファヒータ                                     | チキン・ファヒータ                                     |
| 17                         | ビーフ・テリヤキ                         | スラッピー・ジョー・フィリング           | スラッピー・ジョー                     | スラッピー・ジョー・フィリング                         | スラッピー・ジョー・フィリング                         | スラッピー・ジョー・フィリング                         |
| 18                         | ケイジャンライス、ビーンズ＆ソーセージ   | ケイジャンライス、ビーンズ＆ソーセージ   | ケイジャンライス、ビーンズ＆ソーセージ | ミートボール w/ マリナラ                               | ミートボール w/ マリナラ                               | ミートボール w/ マリナラ                               |
| 19                         | ローストビーフ                           | ローストビーフ w/ ベジタブル             | ローストビーフ w/ ベジタブル           | ポットロースト w/ ベジタブル                           | ポットロースト w/ ベジタブル                           | ポットロースト w/ ベジタブル                           |
| 20                         | スパゲッティ w/ ミートソース             | スパゲッティ w/ ミートソース             | スパゲッティ w/ ミートソース           | スパゲッティ w/ ミートソース                           | スパゲッティ w/ ミートソース                           | スパゲッティ w/ ミートソース                           |
| 21                         | チキン・テトラジーニ                     | チキン・テトラジーニ                     | チキン・テトラジーニ                   | チリ＆マカロニ                                         | ツナ・イン・ポーチ                                     | ツナ・イン・ポーチ                                     |
| 22                         | ジャンバラヤ                             | ジャンバラヤ                             | ジャンバラヤ                           | チキン w/ ダンプリング                                 | チキン w/ ダンプリング                                 | チキン w/ ダンプリング                                 |
| 23                         | チキン w/ カヴァテッリ                   | チキン w/ カヴァテッリ                   | チキン w/ カヴァテッリ                 | チキン w/ カヴァテッリ                                 | チキン・ペースト＆パスタ                               | チキン・ペースト＆パスタ                               |
| 24                         | ミートローフ w/ グレイビー               | ミートローフ w/ グレイビー               | ミートローフ w/ グレイビー             | ミートローフ w/ グレイビー                             | チキン w/ サルサ                                       | バッファロー・チキン                                   |

| 2010年から2015年のメニュー | 2010年から2015年のメニュー                             | 2010年から2015年のメニュー                       | 2010年から2015年のメニュー                       | 2010年から2015年のメニュー                       | 2010年から2015年のメニュー                       | 2010年から2015年のメニュー                       |
| #                          | MRE XXX (2010)                                         | MRE XXXI (2011)                                  | MRE XXXII (2012)                                 | MRE XXXIII (2013)                                | MRE XXXIV (2014)                                 | MRE XXXV (2015)                                  |
| -------------------------- | ------------------------------------------------------ | ------------------------------------------------ | ------------------------------------------------ | ------------------------------------------------ | ------------------------------------------------ | ------------------------------------------------ |
| 1                          | チリ w/ ビーンズ                                       | チリ w/ ビーンズ                                 | チリ w/ ビーンズ                                 | チリ w/ ビーンズ                                 | チリ w/ ビーンズ                                 | チリ w/ ビーンズ                                 |
| 2                          | ポーク・リブ                                           | チキン・ファヒータ                               | チキン・ファヒータ                               | チキン・ファヒータ                               | シュレデッド・BBQ・ビーフ                        | シュレデッド・BBQ・ビーフ                        |
| 3                          | ビーフ・ラビオリ                                       | ビーフ・ラビオリ                                 | チキン・ウィズ・ヌードル                         | チキン・ウィズ・ヌードル                         | チキン・ウィズ・ヌードル                         | チキン・ウィズ・ヌードル                         |
| 4                          | メープル・ソーセージ                                   | メープル・ソーセージ                             | ポーク・ソーセージ w/ グレイビー                 | ポーク・ソーセージ w/ グレイビー                 | スパゲッティ w/ ミートソース                     | ポーク・ソーセージ w/ グレイビー                 |
| 5                          | メディテラニアン・チキン                               | メディテラニアン・チキン                         | チキン、トマト、フェタ                           | メディテラニアン・チキン                         | メディテラニアン・チキン                         | ダイスド・チキン                                 |
| 6                          | チキン w/ ヌードル                                     | ビーフ・パティ                                   | ビーフ・ロースト w/ ベジタブル                   | ビーフ・タコ                                     | ビーフ・タコ                                     | ビーフ・タコ                                     |
| 7                          | ビーフ・ブリスケ                                       | ビーフ・ブリスケ                                 | ビーフ・ブリスケ                                 | ビーフ・ブリスケ                                 | ビーフ・ブリスケ                                 | ビーフ・ブリスケ                                 |
| 8                          | ミートボール w/ マリナラソース                         | ミートボール w/ マリナラソース                   | ミートボール w/ マリナラソース                   | ミートボール w/ マリナラソース                   | ミートボール w/ マリナラソース                   | ミートボール w/ マリナラソース                   |
| 9                          | ビーフシチュー                                         | ビーフシチュー                                   | ビーフシチュー                                   | ビーフシチュー                                   | ビーフシチュー                                   | ビーフシチュー                                   |
| 10                         | チリ・アンド・マカロニ                                 | チリ・アンド・マカロニ                           | チリ・アンド・マカロニ                           | チリ・アンド・マカロニ                           | チリ・アンド・マカロニ                           | チリ・アンド・マカロニ                           |
| 11                         | ベジタブル・ラザニア                                   | ベジタブル・ラザニア                             | ベジタブル・ラザニア                             | ベジタブル・ラザニア                             | ベジタリアン・タコ・パスタ                       | ベジタリアン・タコ・パスタ                       |
| 12                         | ベジー・バーガー w/ BBQソース                          | スパイシー・ペンネ・パスタ                       | スパイシー・ペンネ・パスタ                       | スパイシー・ペンネ・パスタ                       | スパイシー・ペンネ・パスタ                       | スパイシー・ペンネ・パスタ                       |
| 13                         | チーズ・トルテリーニ                                   | チーズ・トルテリーニ                             | チーズ・トルテリーニ                             | チーズ・トルテリーニ                             | チーズ・トルテリーニ                             | チーズ・トルテリーニ                             |
| 14                         | スパイシー・ペンネ・パスタ w/ ベジタリアン・ソーセージ | ラタトゥイユ                                     | ラタトゥイユ                                     | ラタトゥイユ                                     | ラタトゥイユ                                     | ラタトゥイユ                                     |
| 15                         | サウスウエスト・ビーフ・アンド・ブラックビーンズ       | サウスウエスト・ビーフ・アンド・ブラックビーンズ | メキシカン・スタイル・チキン・シチュー           | メキシカン・スタイル・チキン・シチュー           | メキシカン・スタイル・チキン・シチュー           | メキシカン・スタイル・チキン・シチュー           |
| 16                         | チキン・ファヒータ                                     | ポーク・リブ                                     | ポーク・リブ                                     | ポーク・リブ                                     | ポーク・リブ                                     | ポーク・リブ                                     |
| 17                         | スラッピー・ジョー                                     | ポーク・ソーセージ w/ グレイビー                 | メープル・ソーセージ                             | メープル・ソーセージ                             | メープル・ソーセージ                             | メープル・ソーセージ                             |
| 18                         | ビーフ・パティ                                         | チキン w/ ヌードル                               | ビーフ・ラビオリ                                 | ビーフ・ラビオリ                                 | ビーフ・ラビオリ                                 | ビーフ・ラビオリ                                 |
| 19                         | ビーフ・ロースト w/ ベジタブル                         | ビーフ・ロースト w/ ベジタブル                   | スラッピー・ジョー                               | ハラペーニョ・ペッパー・ジャック・ビーフ・パティ | ハラペーニョ・ペッパー・ジャック・ビーフ・パティ | ハラペーニョ・ペッパー・ジャック・ビーフ・パティ |
| 20                         | スパゲッティ w/ ミートソース                           | スパゲッティ w/ ミートソース                     | スパゲッティ w/ ミートソース                     | スパゲッティ w/ ミートソース                     | ポーク・ソーセージ w/ グレイビー                 | ハッシュ・ブラウン・ポテト w/ ベーコン           |
| 21                         | ツナ                                                   | レモンペッパー・ツナ                             | レモンペッパー・ツナ                             | レモンペッパー・ツナ                             | レモンペッパー・ツナ                             | レモンペッパー・ツナ                             |
| 22                         | チキン・アンド・ダンプリング                           | スラッピー・ジョー                               | アジアン・ビーフ・ストリップス                   | アジアン・ビーフ・ストリップス                   | アジアン・ビーフ・ストリップス                   | アジアン・ビーフ・ストリップス w/ ペッパーズ     |
| 23                         | チキン・ペースト・パスタ                               | チキン・ペースト・パスタ                         | チキン・ペースト・パスタ                         | チキン・ペースト・パスタ                         | チキン・ペースト・パスタ                         | チキン・ペースト・パスタ                         |
| 24                         | バッファロー・チキン                                   | バッファロー・チキン                             | サウスウエスト・ビーフ・アンド・ブラックビーンズ | サウスウエスト・ビーフ・アンド・ブラックビーンズ | サウスウエスト・ビーフ・アンド・ブラックビーンズ | サウスウエスト・ビーフ・アンド・ブラックビーンズ |

| 2016年以降のメニュー | 2016年以降のメニュー                                         | 2016年以降のメニュー                                         | 2016年以降のメニュー                                         | 2016年以降のメニュー                                         |
| #                    | MRE XXXVI (2016)                                             | MRE XXXVII (2017)                                            | MRE XXXVIII (2018)                                           | MRE XXXIX (2019)                                             |
| -------------------- | ------------------------------------------------------------ | ------------------------------------------------------------ | ------------------------------------------------------------ | ------------------------------------------------------------ |
| 1                    | チリ w/ ビーンズ                                             | チリ w/ ビーンズ                                             | チリ w/ ビーンズ                                             | チリ w/ ビーンズ                                             |
| 2                    | シュレデッド・BBQ・ビーフ                                    | シュレデッド・BBQ・ビーフ                                    | シュレデッド・BBQ・ビーフ                                    | シュレデッド・BBQ・ビーフ                                    |
| 3                    | チキン w/ エッグ・ヌードル＆ベジタブル                       | チキン w/ エッグ・ヌードル＆ベジタブル                       | チキン w/ エッグ・ヌードル＆ベジタブル                       | チキン w/ エッグ・ヌードル＆ベジタブル                       |
| 4                    | スパゲッティ w/ ミートソース                                 | スパゲッティ w/ ミートソース                                 | スパゲッティ w/ ミートソース                                 | スパゲッティ w/ ミートソース                                 |
| 5                    | チリ・アンド・マカロニ                                       | チキン・チャンクス                                           | チキン・チャンクス                                           | チキン・チャンクス                                           |
| 6                    | ビーフ・タコ                                                 | ビーフ・タコ                                                 | ビーフ・タコ                                                 | ビーフ・タコ                                                 |
| 7                    | ビーフ・ブリスケ                                             | ビーフ・ブリスケ                                             | ビーフ・ブリスケ                                             | ビーフ・ストリップ                                           |
| 8                    | ミートボール w/ マリナラソース                               | ミートボール w/ マリナラソース                               | ミートボール w/ マリナラソース                               | ミートボール w/ マリナラソース                               |
| 9                    | ビーフシチュー                                               | ビーフシチュー                                               | ビーフシチュー                                               | ビーフシチュー                                               |
| 10                   | チキン・チャンクス                                           | チリ・アンド・マカロニ                                       | チリ・アンド・マカロニ                                       | チリ・アンド・マカロニ                                       |
| 11                   | ベジタリアン・タコ・パスタ                                   | ベジタリアン・タコ・パスタ                                   | ベジタリアン・タコ・パスタ                                   | ベジタリアン・タコ・パスタ                                   |
| 12                   | エルボマカロニ・アンド・トマトソース                         | エルボマカロニ・アンド・トマトソース                         | エルボマカロニ・アンド・トマトソース                         | エルボマカロニ・アンド・トマトソース                         |
| 13                   | チーズ・トルテリーニ                                         | チーズ・トルテリーニ                                         | チーズ・トルテリーニ                                         | チーズ・トルテリーニ                                         |
| 14                   | スピナッチ・マッシュルーム＆クリームソース・フェットゥチーネ | スピナッチ・マッシュルーム＆クリームソース・フェットゥチーネ | スピナッチ・マッシュルーム＆クリームソース・フェットゥチーネ | スピナッチ・マッシュルーム＆クリームソース・フェットゥチーネ |
| 15                   | メープル・ソーセージ                                         | メキシカン・スタイル・チキン・シチュー                       | メキシカン・スタイル・チキン・シチュー                       | メキシカン・スタイル・チキン・シチュー                       |
| 16                   | ポーク・リブ                                                 | チキンブリトー・ボウル                                       | チキンブリトー・ボウル                                       | チキンブリトー・ボウル                                       |
| 17                   | メキシカン・スタイル・チキン・シチュー                       | メープル・ソーセージ                                         | メープル・ソーセージ                                         | メープル・ソーセージ                                         |
| 18                   | ビーフ・ラビオリ                                             | ビーフ・ラビオリ                                             | ビーフ・ラビオリ                                             | ビーフ・ラビオリ                                             |
| 19                   | ハラペーニョ・ペッパー・ジャック・ビーフ・パティ             | ハラペーニョ・ペッパー・ジャック・ビーフ・パティ             | ハラペーニョ・ペッパー・ジャック・ビーフ・パティ             | ハラペーニョ・ペッパー・ジャック・ビーフ・パティ             |
| 20                   | ハッシュ・ブラウン・ポテト w/ ベーコン                       | ハッシュ・ブラウン・ポテト w/ ベーコン                       | ハッシュ・ブラウン・ポテト w/ ベーコン                       | ハッシュ・ブラウン・ポテト w/ ベーコン                       |
| 21                   | レモンペッパー・ツナ                                         | レモンペッパー・ツナ                                         | レモンペッパー・ツナ                                         | レモンペッパー・ツナ                                         |
| 22                   | アジアン・ビーフ・ストリップス w/ ペッパーズ                 | アジアン・ビーフ・ストリップス w/ ペッパーズ                 | アジアン・ビーフ・ストリップス w/ ペッパーズ                 | ビーフ・グヤーシュ                                           |
| 23                   | チキン・ペースト・パスタ                                     | チキン・ペースト・パスタ                                     | ペパロニピザ・スライス                                       | ペパロニピザ・スライス                                       |
| 24                   | サウスウエスト・ビーフ・アンド・ブラックビーンズ             | サウスウエスト・ビーフ・アンド・ブラックビーンズ             | サウスウエスト・ビーフ・アンド・ブラックビーンズ             | サウスウエスト・ビーフ・アンド・ブラックビーンズ             |

1. 1 2 3 4 5 6 7 8 9 10 11 12 13 14  ベジタリアンメニュー、初登場時のみ表記

## 解説
野戦食であるMREには数々の包装基準があり、次の条件を全て満たす必要がある。
- 高度380mからのパラシュート投下、高度30mからの単体梱包投下でも破損しない事
- 外気温摂氏27度で最低3年間、38度でも最低6ヶ月保管出来る事
- 摂氏マイナス51度からプラス49度までの気温（変動100度）に短期間耐える事

### 味の不味さ
初期の MRE は、保存性のみを重視し、味が極端に悪かったため、支給された兵士からは不評だった。MREに対して「味の不味さを揶揄」する数々のバクロニムが考案されている。
- Mr.E （ミステリー）
- Meals, Rarely Edible[7] （とても食べられたものじゃない食べ物）
- Meals Rejected by the Enemy[7] （敵からも拒否された食べ物）
- Meals Rejected by Everyone[7] （誰もが拒否した食べ物）
- Meals Rejected by Ethiopians[8]（エチオピア人すら拒否した食べ物、1983年から1985年まで起きたエチオピア大飢饉に因む）
- Meal, Ready to Excrete （すぐ排泄できる食べ物）
- Morsels, Regurgitated, Eviscerated （吐き戻され、骨抜きにされた一口）
- Mentally Retarded Edibles （知恵遅れな食品）
- Materials Resembling Edibles[7] （食べ物に似た何か）

それ以来味は改善され、メーカーや製造時期によっても差が見られるものの、依然として他国軍隊のレーションと比較すると「まずい」と酷評されている。

### 流通
糧食とはいえ、MREは軍用品であるので一般には出回っていない筈であるが、日本でも在日米軍基地があるので、比較的容易に実物が手に入る。その多くは「コレクション用」などの備考が付してあり、食品として流通しているわけではない。実際どのような経路を辿って販売されているのか不明な場合がほとんどな為、このようにして販売されている MRE を食べるのは避けるのが賢明であるといえるが、マニアによるレポートのサイトなども散見される。
韓国国内では、在韓米軍の備蓄品だった MRE の横流しに関与していたグループが、当局に摘発され逮捕されるという事件が発生した。
現在、オークションなどで流通している MRE は、アメリカ軍の放出品を扱っている物であり違法性はないが、一次賞味期限の切れた放出品であることが多く、それら期限切れのMREについては一般的な感覚では「廃棄物」となる。防水加工がされているとはいえ外袋の劣化により、インスタントコーヒーなどの粉類が湿気っていたり、劣化によりヒーターの温度が上がらない事などが多々ある。
パッキングされたダンボールの外箱に製造時期が記載されているのみで、箱のない内容物のパッケージ単体では製造時期が不明なことが多い。メニュー内容や付属するアクセサリ類によってはある程度の推測が可能な場合がある、中には15年や20年以上が経過した古いものも出回っている。保管状態に問題がなければ品質保持期限である3年から最長で5年ほどは食べられるとされているが、保管状態に左右されるものであり、摂氏38度環境では保持期限も6ヶ月と極端に短くなることに注意が必要。外箱に記載されてる注意書きにもあるが製造時期だけを見て食べられるかどうかを判断してはいけない。

### 製造メーカー
MREの製造は民間に委託されており、大まかな仕様は軍によって統一されている。しかしながら一定の条件を満たしているとは言え、同じメニューでも製造メーカー毎によって細かな原材料が違ったり、食味が異なるといったことも発生している(アメリカ軍用チョコレートのように特定のメーカーしか製造していないものなどは勿論全て同一メーカーとなるが、一部を除けば食品やメインディッシュなどですら製造会社によって食味が大幅に異なる)。
Charms Candy Companyは、第二次世界大戦のKレーション、Cレーションから2007年まで納入していた。1990年代にMREの中にチャームのキャンディーが入っていたら、不運に見舞われるとして、the Curse of Charms として恐れられ、遠くに投げ捨てられた。海兵隊や陸軍まで迷信が浸透したことから、2007年にMREからなくなった。

## MREのバリエーション・類似のレーション
RCW (Ration, Cold Weather)
寒冷地仕様のレーション。新型のMCWに移行した。
MCW (Meal, Cold Weather)
寒冷地仕様のレーション。RCWから改良され、メニューが増えた。
HDR (Humanitarian Daily Ration)
人道支援用レーション。紛争地帯等で現地住民に配布される。食のタブーに配慮し、肉やアルコールは使用していない。
LRP (Long Range Patrol)
特殊部隊用レーション。フリーズドライを採用しているため、小型・軽量。
TOTM (Tailored Operational Training Meal)
訓練用のレーション。MREから幾つか内容物が省かれている。